# Epianthe
Epianthe is een kevergeslacht uit de familie van de boktorren (Cerambycidae). De wetenschappelijke naam van het geslacht werd voor het eerst geldig gepubliceerd in 1866 door Pascoe.

## Soorten
Epianthe omvat de volgende soorten:
- Epianthe funesta Pascoe, 1869
- Epianthe viridis Pascoe, 1866